# Almedíjar
Almedíjar (valencianisch: Almedíxer) ist eine Gemeinde (Municipio) mit 288 Einwohnern (Stand: 2024) in der Provinz Castellón in der spanischen autonomomen Region Valencia. 

## Geographie
Almedíjar liegt etwa 30 Kilometer westsüdwestlich der Provinzhauptstadt Castellón de la Plana und etwa 38 Kilometer nordnordwestlich von Valencia im Bezirk Alto Palancia in einer Höhe von ca. 410 m im Naturpark Parc Natural de la Serra d’Espada. 

## Sehenswürdigkeiten
- Reste der Burganlage (Castillo del Monte de la Rodana)
- Kirche Mariä Engeln

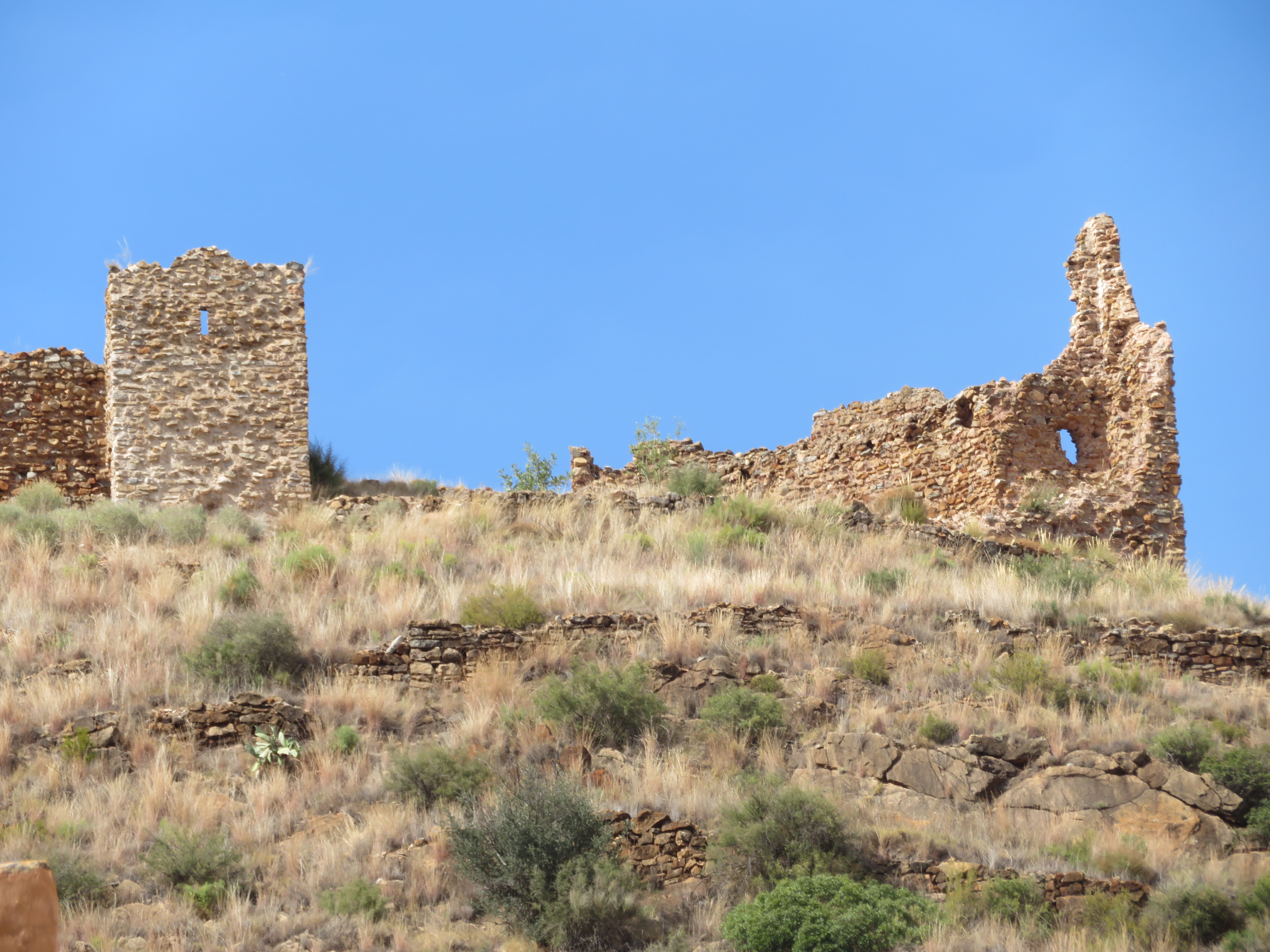
Reste der Burganlage
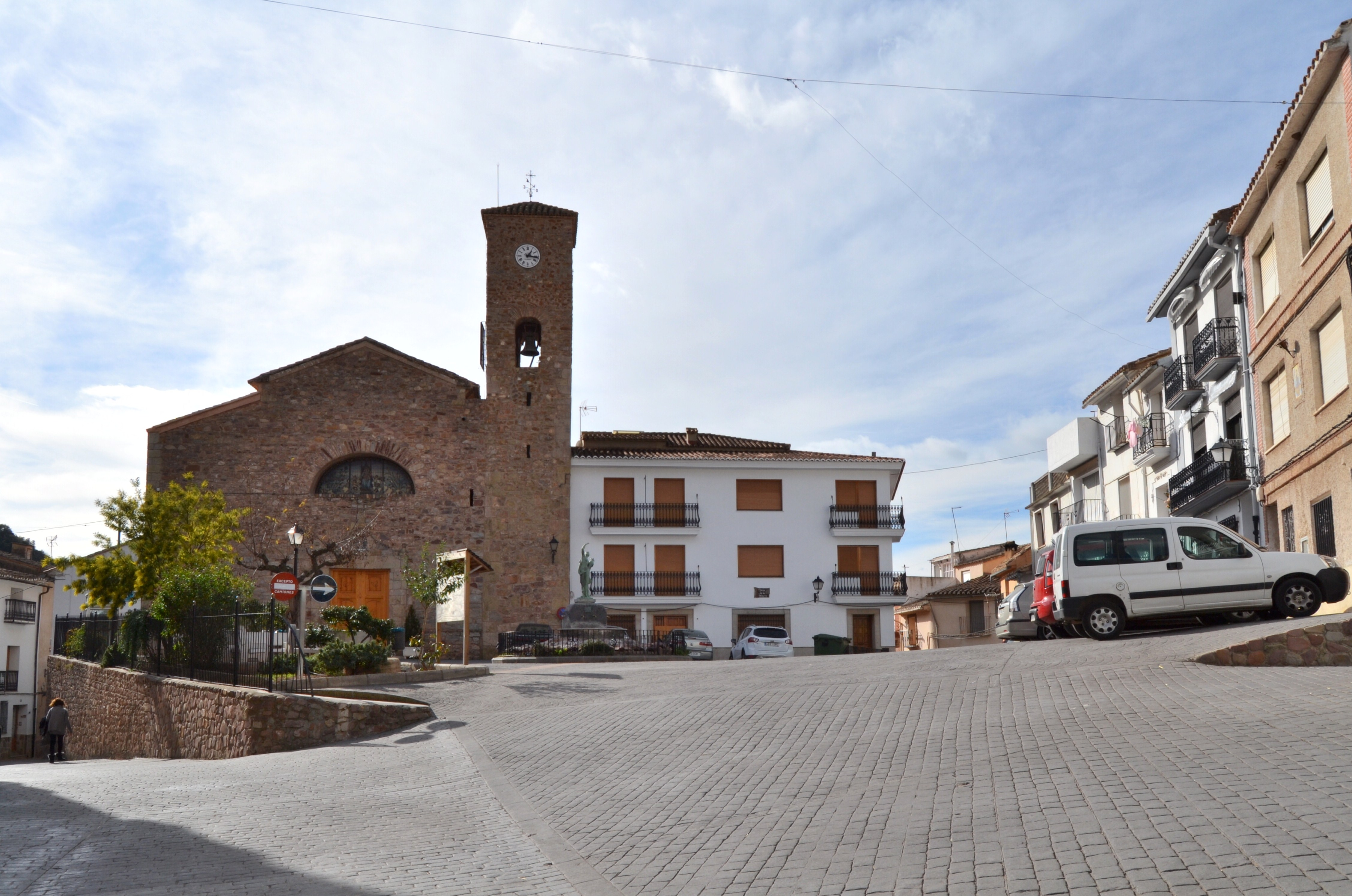
Kirche Mariä Engeln
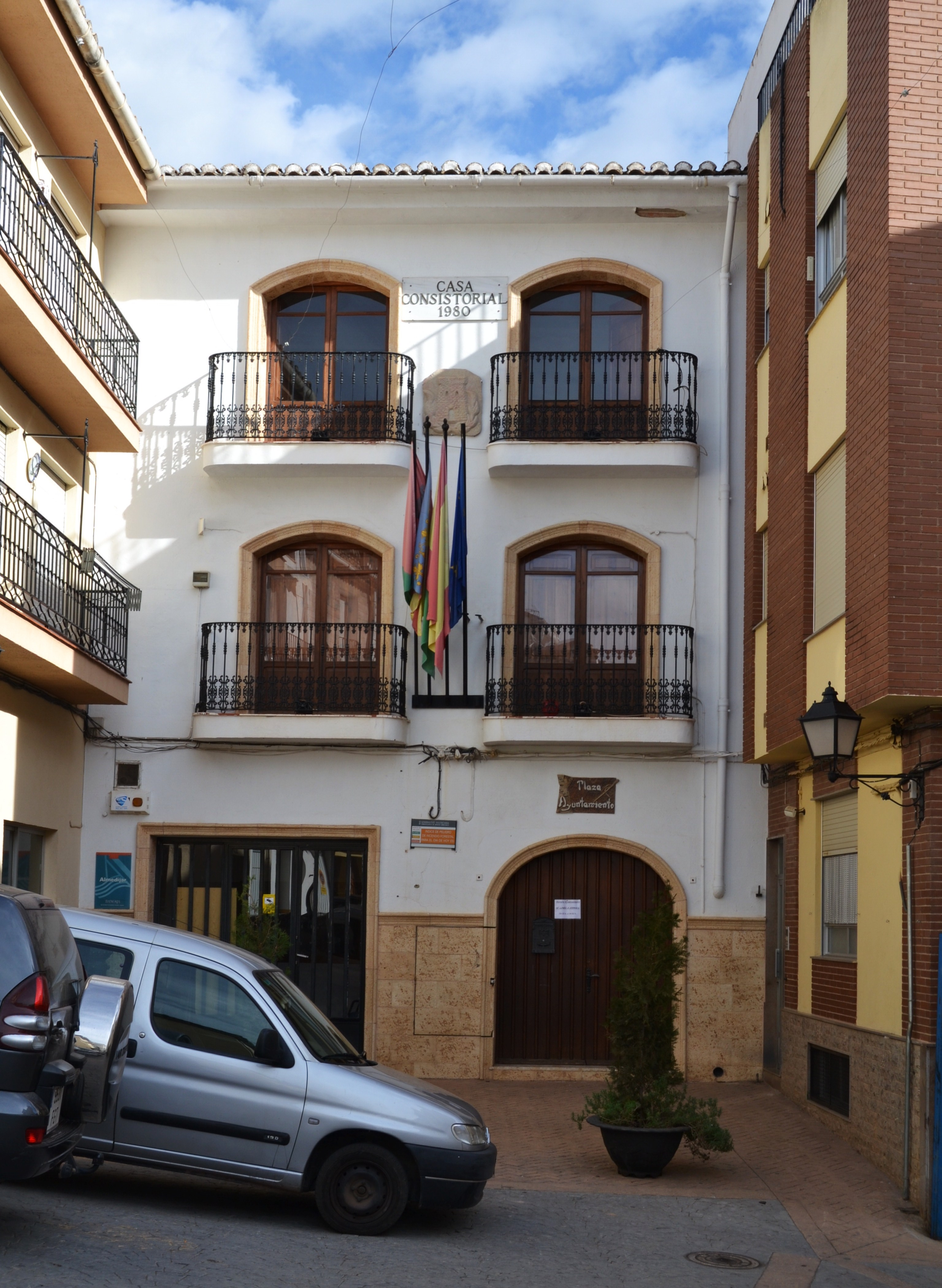
Rathaus